# Torrecilla del Rebollar (kommunhuvudort)
Torrecilla del Rebollar är en kommunhuvudort i Spanien.   Den ligger i provinsen Provincia de Teruel och regionen Aragonien, i den östra delen av landet, 230 km öster om huvudstaden Madrid. Torrecilla del Rebollar ligger 1 145 meter över havet och antalet invånare är 173.
Terrängen runt Torrecilla del Rebollar är huvudsakligen kuperad, men den allra närmaste omgivningen är platt. Runt Torrecilla del Rebollar är det mycket glesbefolkat, med 2 invånare per kvadratkilometer. Närmaste större samhälle är Calamocha, 18,9 km väster om Torrecilla del Rebollar. Trakten runt Torrecilla del Rebollar består till största delen av jordbruksmark.